# 핸슬 파치먼트
핸슬 파치먼트(영어: Hansle Parchment, 1990년 6월 17일~)는 자메이카의 육상 선수로 주 종목은 허들이다. 2012년 하계 올림픽에서 남자 110m 허들 금메달을 획득했으며 2020년 하계 올림픽에서 남자 110m 허들 금메달을 획득했다. 